# KSG Bielefeld
Die KSG Bielefeld war eine Kriegsspielgemeinschaft der Bielefelder Fußballvereine Arminia und VfB 03. Die Mannschaft spielte in der Gauliga Westfalen, damals die höchste Spielklasse.

## Geschichte

### Die Stammvereine
Arminia Bielefeld gehörte 1933 zu den Gründungsmitgliedern der Gauliga, musste allerdings gleich in der ersten Saison absteigen. Nach dem Wiederaufstieg im Jahre 1938 konnte in der Saison 1939/40 mit der Vizemeisterschaft hinter dem FC Schalke 04 der größte Erfolg der Ära gefeiert werden. Arminias Lokalrivale VfB 03 schaffte 1939 den Aufstieg in die Gauliga. Der größte Erfolg war der dritte Platz in der 1940/41. In der folgenden Spielzeit mussten die „Hüpker“ absteigen.
Durch den Zweiten Weltkrieg wurde die personelle Situation beider Vereine immer prekärer. Immer häufiger mussten die Mannschaften aus Jugendlichen, Kriegsgastspielern, Fronturlaubern und Veteranen zusammengestellt werden. Auch bei der Ausrüstung herrschte Mangel. Trotz der Rivalität zwischen den Vereinen – die Arminia hat bürgerliche Wurzeln während der VfB eher ein Arbeiterverein war – entschlossen sich die Vereine am 25. Juli 1943, eine Kriegsspielgemeinschaft zu bilden.

### Sportliche Entwicklung
Die Gauligasaison 1943/44 verlief für die Kriegsspielgemeinschaft Bielefeld unbefriedigend. In den 18 Meisterschaftsspielen der Saison gelangen lediglich zwei Siege und sechs Unentschieden. Gewinnen konnten die Bielefelder jeweils zu Hause. Alemannia Dortmund wurde mit 2:1, Alemannia Gelsenkirchen mit 3:2 geschlagen. Die Unentschieden wurden gegen den VfL Altenbögge, die SpVgg Erkenschwick und die SpVgg Röhlinghausen (jeweils 2:2) und gegen Borussia Dortmund und Westfalia Herne (jeweils 1:1). Den einzigen Auswärtspunkt holten die Bielefelder bei der SpVgg Röhlinghausen (2:2). Die KSG Bielefeld belegte den letzten Tabellenplatz.
In der Saison 1944/45 wurde aus der eingleisigen eine dreigleisige Gauliga gemacht. Kriegsbedingt konnte die Mannschaft nur ein Spiel absolvieren, welches mit 2:2 gegen die SpVgg Union Herford endete. Danach wurde der Spielbetrieb abgebrochen. Die weiteren Gegner wären die Sportfreunde Rot-Weiß Paderborn, die Wehrmacht SG Minden, der Militär SV Lemgo, Teutonia Lippstadt und der SV 07 Neuhaus gewesen.

### Ende der KSG
Die Lokalpresse schrieb, dass die KSG die „Ehre der Stadt retten sollte“. In einer Festschrift zum 60-jährigen Jubiläum der Arminia hieß es, dass die Anhänger der Vereine „es durchaus in Ordnung fanden, dass sich der Bielefelder Fußballrest gegen alles zur Wehr setzte, was den Fußballruhm der Leinenstädter bedrohen wollte“. Mit dem Ende des Zweiten Weltkrieges wurde die KSG wieder aufgelöst. Kurz nach Kriegsende wurde über eine Fusion der beiden Stammvereine verhandelt, jedoch wurden die Gespräche wieder abgebrochen.